# 30136 Bakerfranke
30136 Bakerfranke è un asteroide della fascia principale. Scoperto nel 2000, presenta un'orbita caratterizzata da un semiasse maggiore pari a 2,6349407 UA e da un'eccentricità di 0,1823222, inclinata di 5,58957° rispetto all'eclittica.